# Вал де Ушо
Вал де Ушо (шп. Vall de Uxó) град је у Шпанији у аутономној заједници Валенсијанска Заједница у покрајини Кастељон. Према процени из 2017. у граду је живело 31 819 становника.

## Становништво
Према процени, у граду је 2017. живело 31 819 становника.
| 1970.  | 1981.  | 1991.  | 2002.  | 2010.  | 2017.  |
| ------ | ------ | ------ | ------ | ------ | ------ |
| 24.105 | 26.145 | 27.387 | 29.871 | 32.983 | 31.819 |